# Sigillaria (festività)
Sigillaria era il nome di un'antica festività romana, compresa all'interno dei Saturnali, che prendeva il nome dai sigilla, statuette fittili che si era usi scambiarsi nel corso di questa festività, oltre che dei negozi, che spesso si trovavano lungo la via Sigillaria a Roma, dove i sigillarii vendevano queste statuette.

## Festività
Nel corso di questa festività, i sigillarii, i venditori delle figurine e di altri doni, erigevano dei negozi temporanei nel Campo Marzio, e successivamente nella porticus delle Terme di Traiano. Giovenale riferisce che questi negozi temporanei bloccavano la vista dei dipinti di Giasone e degli Argonauti nel Portico degli Argonauti.

## Statuette
(Thomas, Emile (1899). Roman Life Under the Caesars. G. P. Putnam's sons. pp. 132–136.)
Nei Saturnalia di Ambrogio Teodosio Macrobio, Pretestato afferma che i sigillaria siano dei sostituti per le vittime sacrificali dei riti religiosi primordiali; questa interpretazione (insieme ai riti collegati agli Argei e agli oscilla) pone in dubbio l'esistenza di sacrifici umani tra i primi Romani. Un interlocutore di Pretestato di nome Evangelo, però, sostiene che le figure non siano altro che giocattoli per bambini:
(Macrobio, Saturnalia 1.11.1.)
e inoltre:
(Macrobio, Saturnalia 1.11.47.)